# Église Notre-Dame de Champsecret
L'église Notre-Dame est une église catholique située à Champsecret, en France.

## Localisation
L'église est située dans le département français de l'Orne, à Champsecret, place du Vieux-Marché.

## Historique
L'édifice est daté de la fin du XVIIe siècle : le commanditaire est Louis Berruyer contrôleur des tailles sous Louis XIV.
L'édifice est inscrit au titre des monuments historiques depuis le 29 août 1984.